# Cebrio nigricans
Cebrio nigricans là một loài bọ cánh cứng trong họ Cebrionidae. Loài này được P. H. Lucas miêu tả khoa học năm 1846.